# František Salák
František Salák (24. března 1909 Soběslav – 20. ledna 2002 Tábor) byl český pedagog, archivář a autor.

## Životopis
Narodil se 24. března 1909 v Soběslavi jako syn Jaroslava a Anny Salákových. Otec byl místní mistr pekař. Chodil do cvičné školy a později do měšťanské školy, kde složil učitelskou zkoušku. V roce 1928 odmaturoval a odešel vyučovat do Německa. Krátce na to byl ale propuštěn a odešel vyučovat do Děbolína.
V roce 1938 odešel do Veselí nad Lužnicí, kde vyučoval až do svého odchodu do důchodu. Ve městě rovněž působil jako archivář. Ve Veselí se oženil s manželkou Annou, se kterou měl dvě dcery. Nejčastěji spolupracoval s historikem a archivářem Janem Lintnerem.
Po pádu režimu se v roce 1995 opět ujímá zkoumání historie Veselí nad Lužnicí. Je však těžce nemocen, a proto své dílo předává Františku Jindovi.
František Salák zemřel 20. ledna 2002 v Táboře po boji s těžkou nemocí. Bylo mu 92 let.

## Dílo
- Okresní archiv v Soběslavi (1958)